# Martin Samuelsen
Martin Samuelsen (Haugesund, Noruega, 17 de abril de 1997) es un futbolista noruego que juega de centrocampista en el FK Haugesund de la Eliteserien.

## Clubes
| Club                               | País         | Año       |
| ---------------------------------- | ------------ | --------- |
| West Ham United F. C.              | Inglaterra   | 2015-2020 |
| Peterborough United F. C. (cedido) | Inglaterra   | 2015-2016 |
| Blackburn Rovers F. C. (cedido)    | Inglaterra   | 2016      |
| Peterborough United F. C. (cedido) | Inglaterra   | 2017      |
| Burton Albion F. C. (cedido)       | Inglaterra   | 2018      |
| VVV-Venlo (cedido)                 | Países Bajos | 2018-2019 |
| FK Haugesund (cedido)              | Noruega      | 2019      |
| Hull City A. F. C.                 | Inglaterra   | 2020-2021 |
| Aalborg BK (cedido)                | Dinamarca    | 2021      |
| FK Haugesund                       | Noruega      | 2021-     |